# Präsidentschaftswahlen in Nigeria 1993
Die Präsidentschaftswahl in Nigeria 1993 fand am 12. Juni 1993 statt. Es war die erste Wahl seit dem Militärputsch von 1983.

## Ergebnis
| Stimmen | Kandidat       | Partei                             |
| ------- | -------------- | ---------------------------------- |
| 58,36 % | Moshood Abiola | Soziale Demokratische Partei (SDP) |
| 41,64 % | Bashir Tofa    | National Republican Convention     |

## Weitere Entwicklung
Obwohl die Wahl allgemein als frei und demokratisch betrachtet wurde, wurde sie von Militärdiktator Ibrahim Babangida annulliert.
Babangida trat im August 1993 zurück und setzte eine zivile Regierung unter Ernest Shonekan ein. Bereits im November 1993 übernahm Sani Abacha als neuer Militärdiktator die Macht.
Als sich der Wahlsieger Moshood Abiola 1994 zum rechtmäßigen Präsidenten Nigerias ausrief, wurde er inhaftiert und wegen Hochverrat verurteilt. Er starb 1998 im Gefängnis.